# St. Louis Cardinals
St. Louis Cardinals – drużyna baseballowa grająca w centralnej dywizji National League, ma siedzibę w Saint Louis w stanie Missouri. Jedenastokrotny zwycięzca w World Series.

## Historia

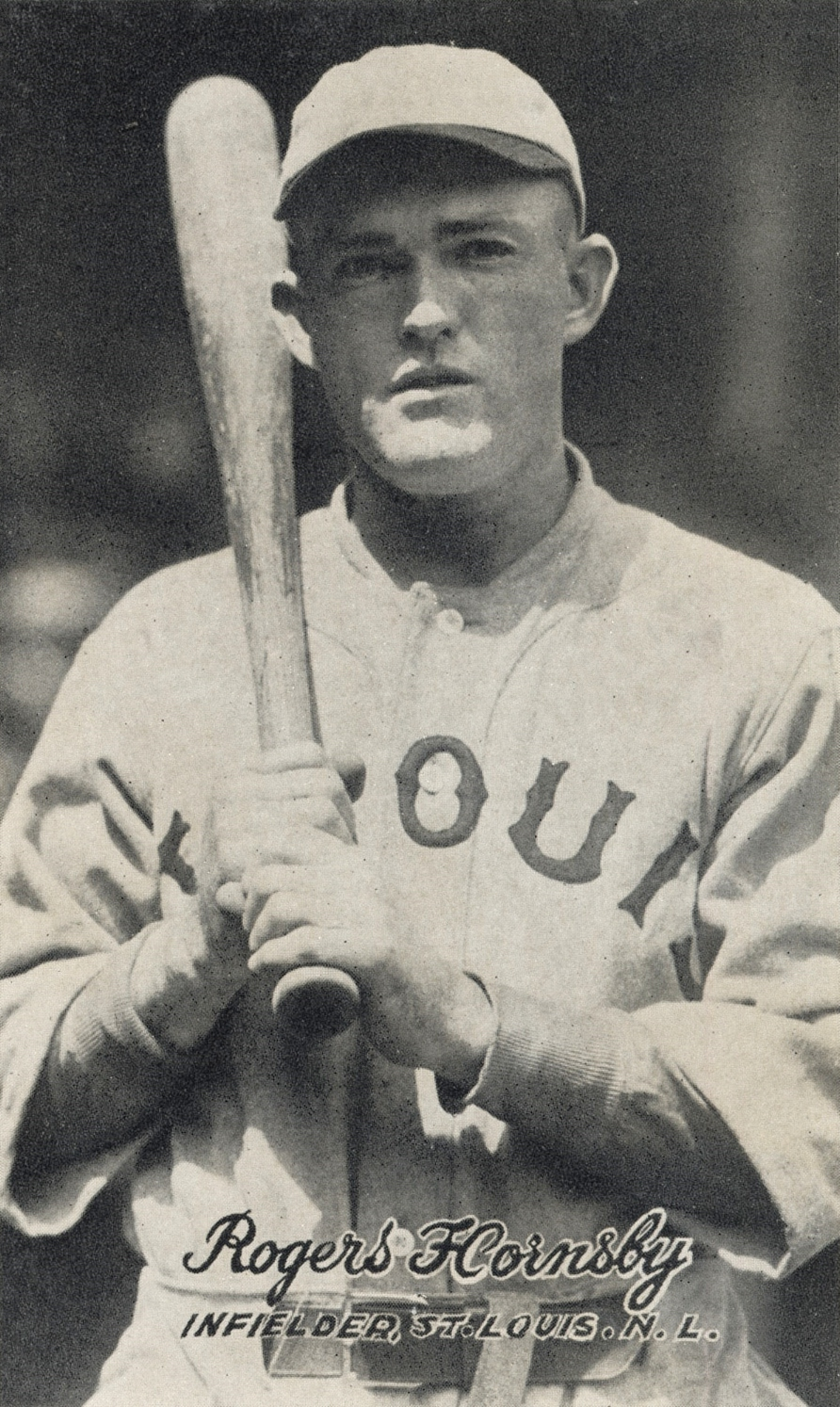
Rogers Hornsby będąc zawodnikiem Cardinals, dwukrotnie zdobył Potrójną Koronę.

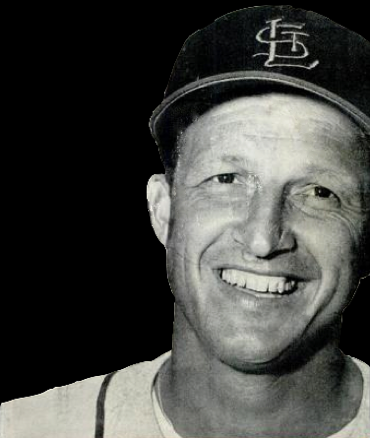
Stan Musial – baseballista polskiego pochodzenia, 3-krotny MVP National League i 24-krotny uczestnik All-Star Game.

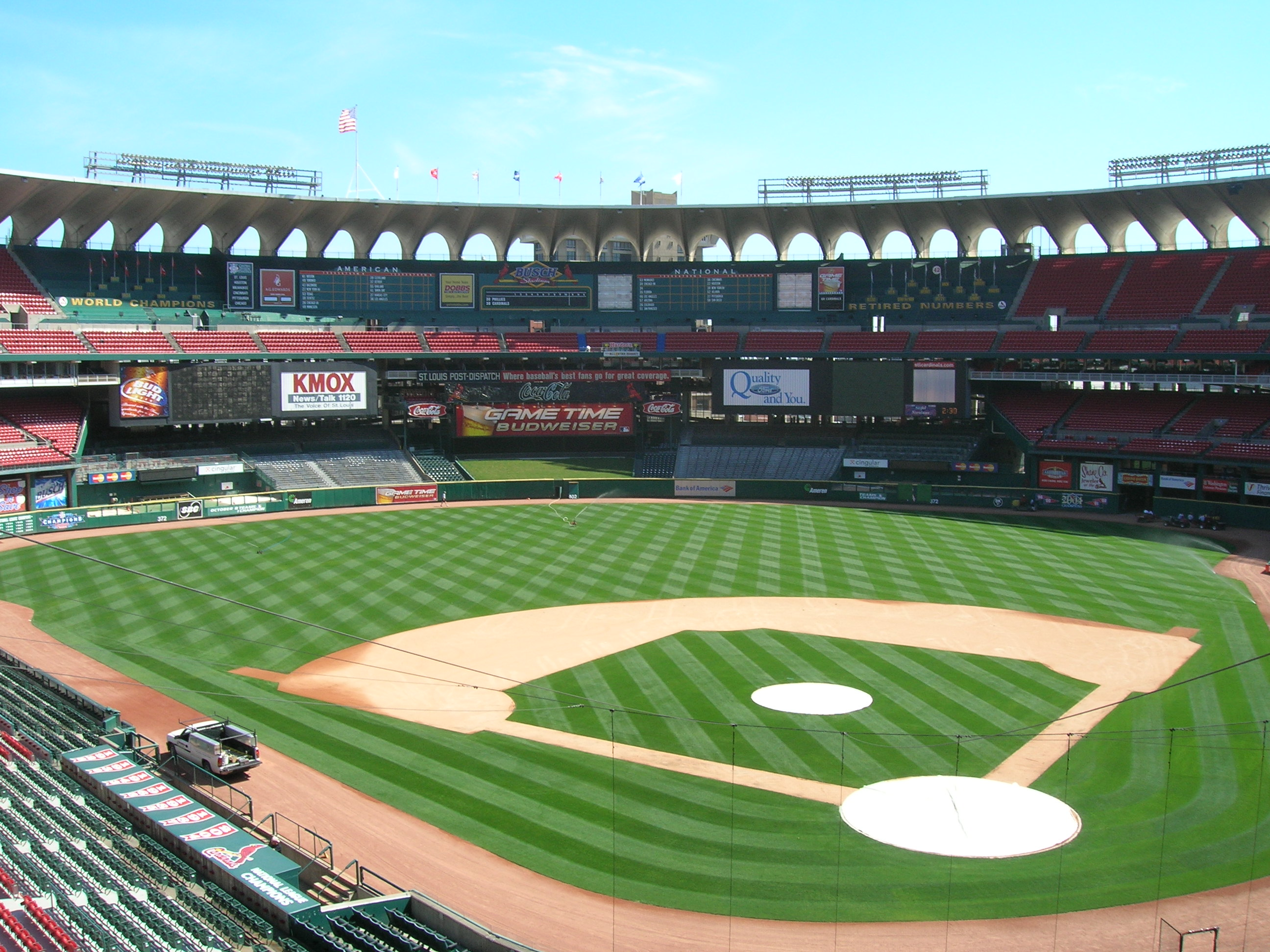
Buach Memorial Stadium.

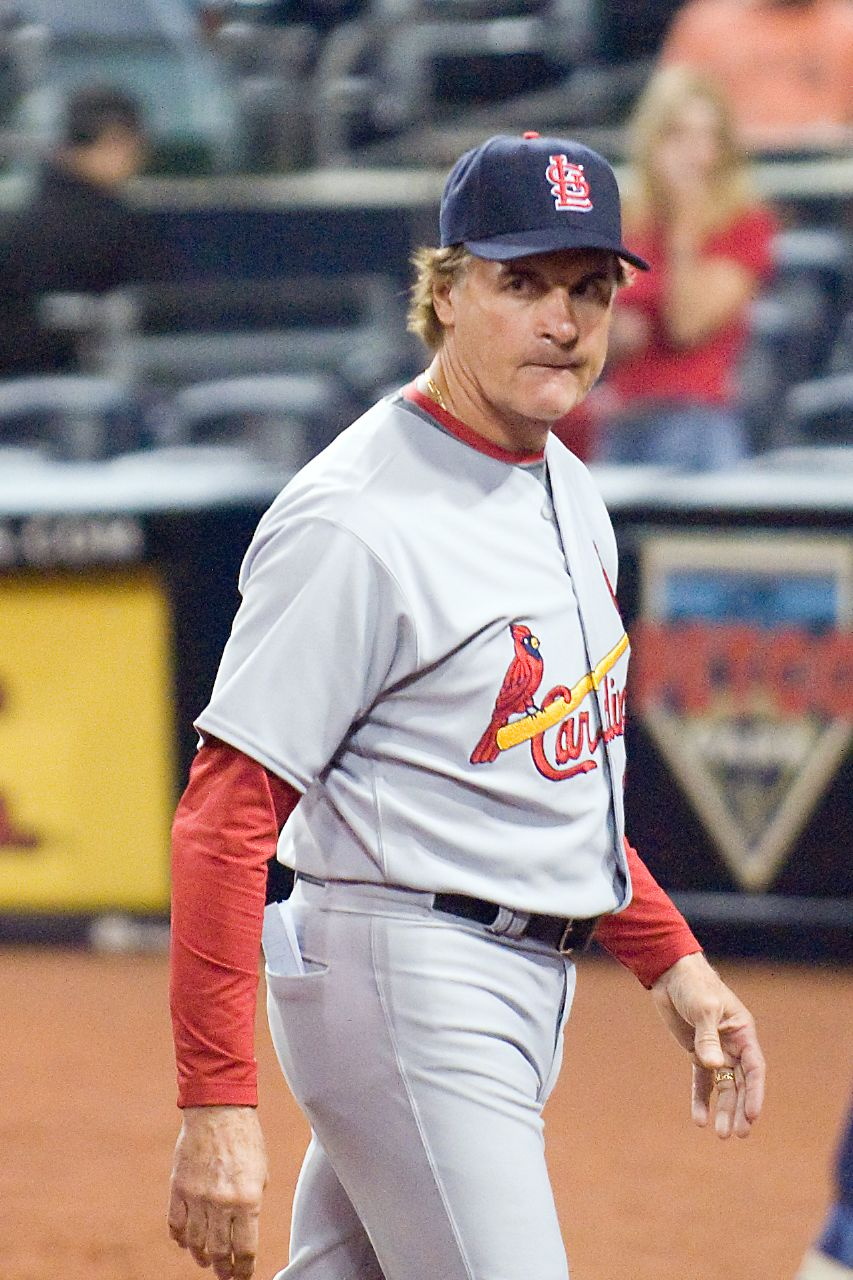
Tony La Russa był menadżerem Cardinals przez 16 sezonów, najdłużej w historii klubu.

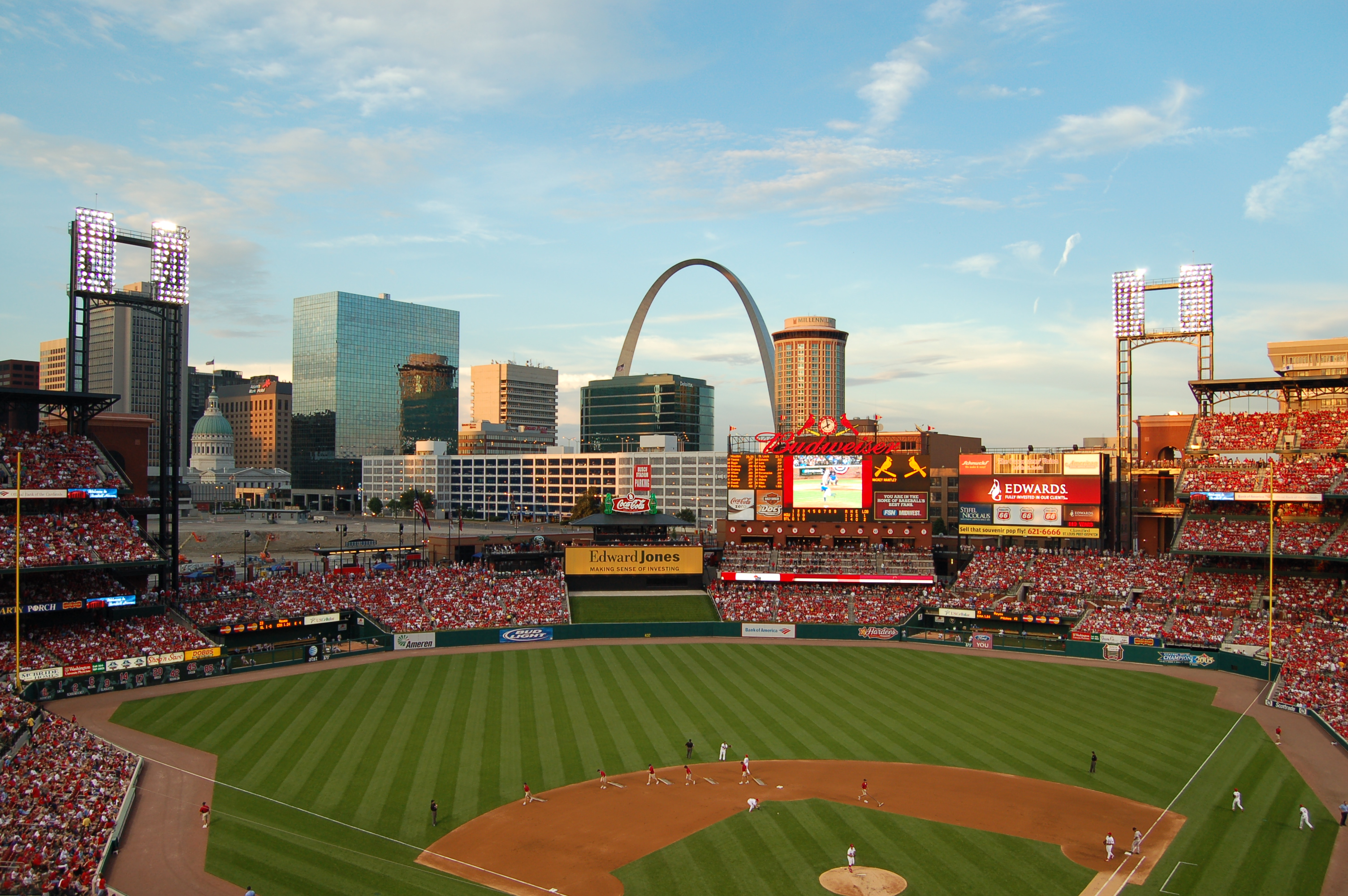
Busch Stadium.

Klub powstał w 1882 roku jako St. Louis Brown Stockings i przystąpił do American Association. Rok później zespół zmienił nazwę na St. Louis Browns. W latach 1885–1888 Browns czterokrotnie byli mistrzami American Association i uzyskiwali awans do World Series, raz wygrywając, dwa razy przegrywając i raz remisując (w dziewiętnastowiecznych World Series zwycięzca American Association grał ze zwycięzcą National League). W 1892 po rozwiązaniu American Association, zespół został członkiem National League. Pierwszym stadionem, na którym Browns rozgrywał mecze w roli gospodarza był Sportsman’s Park. W 1893 oddano do użytku obiekt Robison Field. W sezonie 1899 zespół występował jako St. Louis Perfectos, by rok później ostatecznie przyjąć nazwę St. Louis Cardinals.
W lipcu 1920 Cardinals rozegrali pierwszy mecz na Sportsman’s Park; posiadającego pierwotnie pojemność 17 500 miejsc, zwiększono do 30 500 w 1925. W 1926 zespół po raz pierwszy w historii klubu zwyciężył w National League z bilansem 89–65 i uzyskał awans do World Series, w których pokonał New York Yankees 4–3. Od 1928 do 1946 Cardinals w World Series wystąpili ośmiokrotnie, zwyciężając pięciokrotnie. W tym okresie w zespole grali między innymi członkowie Galerii Sław Baseballu Rogers Hornsby, Dizzy Dean, Frankie Frisch, Chick Hafey, Joe Medwick i Johnny Mize. Od 1941 do 1964 w zespole występował baseballista polskiego pochodzenia Stan Musial, 24-krotny uczestnik Meczu Gwiazd i 3-krotny MVP National League. W 1964 i 1967 (rok po przejściu na nowy stadion Busch Memorial Stadium) Cardinals wygrywali World Series 4–3, odpowiednio z New York Yankees i Boston Red Sox.
W sezonie 1982 Cardinals zdobyli dziewiąty tytuł mistrzowski po pokonaniu Milwaukee Brewers 4–2. W 1996 menadżerem zespołu został Tony La Russa, który prowadził zespół przez 16 sezonów (najdłużej w historii klubu), dwukrotnie wygrywając World Series w 2006 i 2011 roku. Od 2006 Cardinals rozgrywają swoje mecze na wybudowanym kosztem 344 milionów dolarów obiekcie Busch Stadium, mogącym pomieścić 46 700 widzów.

## Sukcesy
| Tytuł                                               | Liczba | Rok |
| --------------------------------------------------- | ------ | --- |
| World Series                                        | 11     | 1926, 1931, 1934, 1942, 1944, 1946, 1964, 1967, 1982, 2006, 2011                                                 |
| National League National League Championship Series | 19     | 1926, 1928, 1930, 1931, 1934, 1942, 1943, 1944, 1946, 1964, 1967, 1968, 1982, 1985, 1987, 2004, 2006, 2011, 2013 |
| American Association                                | 4      | 1885, 1886, 1887, 1888                                                                                           |
| National League Central Division                    | 11     | 1996, 2000, 2002, 2004, 2005, 2006, 2009, 2013, 2014, 2015, 2019                                                 |
| National League East Division                       | 3      | 1982, 1985, 1987                                                                                                 |

## Zastrzeżone numery
Od 1997 numer 42 zastrzeżony jest przez całą ligę ku pamięci Jackie Robinsona, który jako pierwszy Afroamerykanin przełamał bariery rasowe w Major League Baseball.
| Rogers Hornsby RF Uhonorowany w 1937 | Ozzie Smith SS Zastrzeżony w 1996  | Red Schoendienst 2B, M Zastrzeżony w 1996 | Stan Musial 1B, CF Zastrzeżony w 1963 | Enos Slaughter RF Zastrzeżony w 1996   |
| Tony La Russa M Zastrzeżony w 2013 | Ken Boyer 3B, M Zastrzeżony w 1984 | Dizzy Dean SP Zastrzeżony w 1974          | Lou Brock LF Zastrzeżony w 1979       | Whitey Herzog M, GM Zastrzeżony w 2010 |
| Jackie Robinson 2B Zastrzeżony w 1997 | Bruce Sutter RP Zastrzeżony w 2006 | Bob Gibson SP Zastrzeżony w 1975          | Gussie Busch O Zastrzeżony w 1984     | Jack Buck B Uhonorowany w 2002         |
| Oznaczenie skrótów: M – menadżer, GM – menadżer generalny, 1B – pierwszobazowy, 2B – drugobazowy, 3B – trzeciobazowy, SS – łącznik, RF – prawozapolowy, CF – środkowozapolowy, SP – starter, RP – reliever, O – właściciel klubu, B – sprawozdawca |                                    |                                           |                                       |                                        |